# Corsica Express Three
Die Corsica Express Three ist ein High Speed Craft der französischen Reederei Corsica Ferries – Sardinia Ferries.

## Geschichte
Das Schiff wurde für Corsica Ferries – Sardinia Ferries von der Werft Industri Navali Meccaniche Affini in La Spezia gebaut und nahm im September 1996 seinen Betrieb zwischen Nizza und Bastia auf.
Zwischen Juni 2007 und Juni 2009 charterte Kallisti Ferries das Schiff. Es wurde von der Schwesterfirma von Corsica Ferries – Sardinia Ferries zwischen Alexandroupoli und Samothraki eingesetzt.
Corsica Ferries – Sardinia Ferries setzte die Fähre über ihre Tochtergesellschaft Elba Ferries zwischen Piombino und Portoferraio ein, in der Saison auch auf der Strecke Piombino–Bastia.
Anfang 2025 wurde bekannt gegeben, dass Elba Ferries an die Reederei Blu Navy verkauft wurde. Die Corsica Express Three wurde in dem Zusammenhang an die Reederei verchartert.

## Ausstattung
An Bord der Corsica Express Three befinden sich eine Cafeteria, eine Bar, ein Kinderspielraum und eine Boutique.